# Sergio Over De Grens
Sergio Over De Grens is een Vlaams televisieprogramma dat vanaf 4 januari 2022 op VTM wordt uitgezonden, waarbij kok Sergio Herman samen met een BV een culinaire reis onderneemt. Het tweede seizoen startte op 9 januari 2024.

## Overzicht

### Seizoen 1
Sergio Over De Grens startte op 4 januari 2022. In de laatste aflevering nodigde Sergio al de zeven reispartners opnieuw uit in Cadzand voor een menu van de hele reis.
| Afl. | Uitzenddatum     | Locatie           | Reispartner     | Kijkcijfers |
| ---- | ---------------- | ----------------- | --------------- | ----------- |
| 1    | 4 januari 2022   | Kroatië           | Jeroen Meus     | 325.830     |
| 2    | 11 januari 2022  | Marokko           | Kürt Rogiers    | 409.275     |
| 3    | 18 januari 2022  | Spanje            | Regi Penxten    | 430.737     |
| 4    | 25 januari 2022  | Faeröer           | Axel Daeseleire | 362.974     |
| 5    | 1 februari 2022  | Lapland           | Ella Leyers     | 514.337     |
| 6    | 8 februari 2022  | Nederland         | Wim Lybaert     | 473.034     |
| 7    | 15 februari 2022 | Griekenland       | Anna Drijver    | 416.401     |
| 8    | 22 februari 2022 | Zeeland (Cadzand) | Bovenstaande 7  | 312.867     |

### Seizoen 2
Seizoen 2 startte op 9 januari 2024. Het seizoen begon met een bijeenkomst van alle gasten in Ibiza waarbij Sergio een menu kookte van de afgelopen reis.
| Afl. | Uitzenddatum     | Locatie                | Reispartner     | Kijkcijfers |
| ---- | ---------------- | ---------------------- | --------------- | ----------- |
| 1    | 9 januari 2024   | Ibiza                  | Onderstaande 7  | 386.820     |
| 2    | 16 januari 2024  | Ibiza                  | Onderstaande 7  | 317.534     |
| 3    | 23 januari 2024  | Costa Rica             | Matteo Simoni   | 362.739     |
| 4    | 30 januari 2024  | Turkije                | Dries Mertens   | 353.880     |
| 5    | 6 februari 2024  | Zuid-Afrika            | Tom Waes        | 432.856     |
| 6    | 13 februari 2024 | Sicilië en Pantelleria | Maaike Cafmeyer | 395.013     |
| 7    | 20 februari 2024 | IJsland                | Frank Lammers   | 335.097     |
| 8    | 27 februari 2024 | Zwitserland            | Mathieu Terryn  | 309.819     |
| 9    | 5 maart 2024     | Madeira                | Dina Tersago    | 365.796     |

### Seizoen 3
Seizoen 3 startte op 1 januari 2025.
| Afl. | Uitzenddatum     | Locatie   | Reispartner          | Kijkcijfers |
| ---- | ---------------- | --------- | -------------------- | ----------- |
| 1    | 1 januari 2025   | Sardinië  | Matthias Schoenaerts | 214.876     |
| 2    | 8 januari 2025   | Portugal  | Jennifer Heylen      | 278.416     |
| 3    | 15 januari 2025  | Armenië   | Wesley Sonck         | 277.951     |
| 4    | 22 januari 2025  | Bretagne  | Herman Brusselmans   | 297.271     |
| 5    | 29 januari 2025  | Slovenië  | Barbara Sarafian     | 241.754     |
| 6    | 5 februari 2025  | Ierland   | Karen Damen          | 277.028     |
| 7    | 12 februari 2025 | Andalusië | Bockie De Repper     | 254.438     |
| 8    | 19 februari 2025 | Andalusië | Bovenstaande 7       | 259.336     |